# Balbinos
Balbinos est une municipalité brésilienne de l'État de São Paulo et la Microrégion de Bauru.

## Démographie
| Évolution de la population (municipalité) | Évolution de la population (municipalité) | Évolution de la population (municipalité) | Évolution de la population (municipalité) |
| Année                                     | Population                                |                                           | %±                                        |
| ----------------------------------------- | ----------------------------------------- | ----------------------------------------- | ----------------------------------------- |
| 1960                                      | 2 617                                     |                                           | —                                         |
| 1970                                      | 1 114                                     |                                           | −57,4%                                    |
| 1980                                      | 1 186                                     |                                           | 6,5%                                      |
| 1991                                      | 1 221                                     |                                           | 3,0%                                      |
| 2000                                      | 1 313                                     |                                           | 7,5%                                      |
| 2010                                      | 3 702                                     |                                           | 181,9%                                    |
| 2022                                      | 3 887                                     |                                           | 5,0%                                      |
| ,                                         |                                           |                                           |                                           |